# Право на жизнь (фильм, 1928)
«Право на жизнь» — советский немой художественный фильм 1928 года режиссёра Павла Петрова-Бытова.
Премьера фильма состоялась 12 июля 1928 года. Другие названия — «Владелец партбилета», «Записка», «Пути-дороги», «По протекции». Фильм считается утраченным.

## Сюжет
В Ленинград из деревни приезжает молодая девушка Ксана Гусева. Она случайно знакомится с заведующим производством текстильной фабрики Шарухиным. Тот обещает устроить девушку на работу, минуя биржу труда. Он просит интимные услуги в обмен на рабочее место. При этом Софья Антоновна, тётка Ксаны, советует племяннице согласиться на связь с Шарухиным. Ксана категорически отказывается.
Ксана влюбляется в Фёдора Бабаева, председателя фабкома. Она просит его устроить на фабрику. Фёдор говорит, что не может этого сделать, потому что она не член профсоюза и не состоит на бирже труда.
Шарухину при содействии сотрудника биржи труда удаётся принять Ксану на работу. Его действия получают осуждение рабочих фабрики. Бабаев, преодолевая любовь и сочувствие к девушке, добивается её увольнения.
Обиженная поведением Фёдора, девушка решает уехать обратно в деревню. Она направляется на вокзал, но ей мешают первомайские колонны демонстрантов. Влюблённый молодой человек догоняет её на вокзале. Ксана получает извещение с биржи труда о направлении её на работу на ту же текстильную фабрику.
Игровой сюжет фильма обрамляли хроникальные съёмки праздников — десятой годовщины Октября, когда героиня приехала в Ленинград, и первомайской демонстрации 1928 года, когда она собралась возвратиться в деревню.

## В ролях
- Татьяна Гурецкая — Ксана Гусева
- Фёдор Михайлов — Фёдор Бабаев, председатель фабкома
- Роза Свердлова — Аня Лапина, соседка
- Николай Шарап — Шарухин, заведующий производством
- М. Нестерова — тётя Соня
- Николай Анненков — эпизод
- Николай Яблоков — эпизод

## Съёмочная группа
- Режиссёр: Павел Петров-Бытов
- Сценаристы: Павел Петров-Бытов и С. Дауров
- Оператор: Леопольд Вериго-Даровский
- Художник: Евгения Словцова

## Критика
Кинокартина «Право на жизнь» была воспринята «как мелодрама, уходившая своими корнями в творчество режиссёров старой школы». Историк кино О. Ханеев указывал, что в конце 1920-х годов «образцы „мелодраматического архаизма“ … безжалостно клеймились».
Критик и сценарист Михаил Блейман писал: «Разве не американской мелодрамой был фильм П. Петрова-Бытова „Право на жизнь“, сложным, обходным путем трактовавший вопросы безработицы. Была повторена нормальная ситуация американского фильма…».
Он вспоминал, что картина «была подвергнута жестокой критике и даже насмешкам». Он утверждал: «… увидев „Право на жизнь“, „новаторы“ — критики, режиссёры — даже обрадовались. Лучшего примера для доказательства того, что иллюстративность и мелодраматизм в советском кинематографе стали бессмыслицей, и не выдумать».
Особое внимание критиками уделялось эпизодам преследования героини в праздничном городе, когда якобы «революционный праздник призван был подменить злодея, мешавшего соединиться влюблённым». Киновед Ирина Гращенкова иначе оценила эти кадры: «город не хотел её отпустить в день 1 мая 1928 года».
И. Гращенкова считала: «В мелодраматической конструкции фильма … завязывался тугой узел человеческих отношений». Она особо отмечала «написанную густыми обличительными красками линию подлеца и разложенца».